# Gurramkonda
Gurramkonda là một mandal thuộc huyện Chittoor, bang Andhra Pradesh. Gurramkonda Fort is one of the oldest fort in the district.

## Geography
Gurramkonda is located at 13°47′00″B 78°35′00″Đ / 13,7833°B 78,5833°Đ. It has an average elevation of 647 mét (2.123 ft).

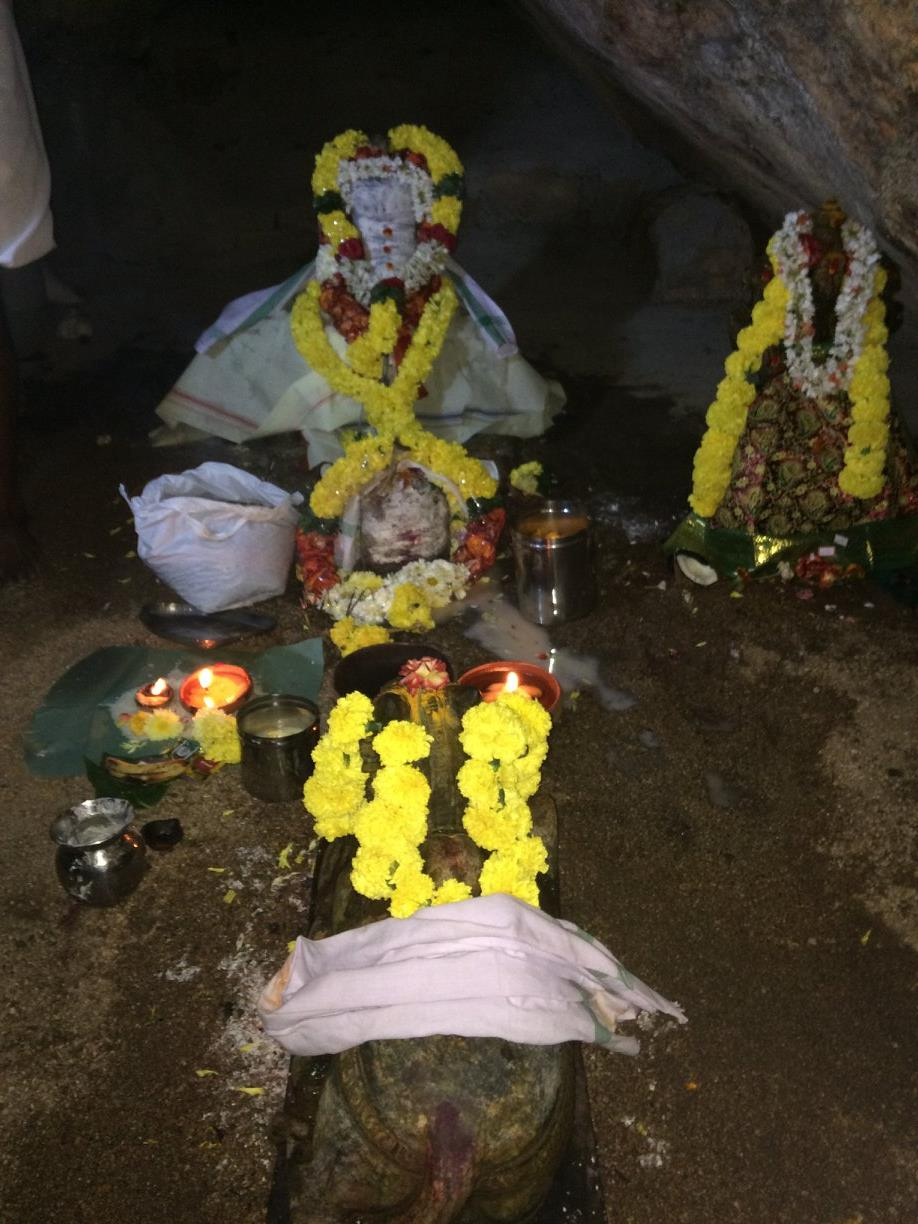
Sanctum Sanctorum

## Transport
The National Highway 340 passes though the village, which connects Rayachoti and Kurabalakunta road of Andhra Pradesh.